# Michel Petrucciani
Michel Petrucciani (født 28. december 1962, død 6. januar 1999) var en fransk jazzpianist, der vakte stor opsigt da han kom frem i starten af 1980'erne på grund af sit lyriske og rytmisk præcise spil. 
Han har samarbejdet med blandt andre Wayne Shorter og Jim Hall, som man kan høre ham spille med på albummet "Power of Three". Udover at være kendt for sit klaverspil, led Michel Petrucciani af den genetiske sygdom osteogenesis imperfecta (glasknogler), som hæmmede hans vækst.